# Until the End (альбом)
Until the End — третий студийный альбом женского метал-коллектива Kittie, издан в 2004 году, включает в себя сингл «Into the Darkness», который был выпущен специально для радиоэфира в июне этого же года. Так же был снят клип на эту песню. Песня «Pussy Sugar», была сыграна в прямом эфире спутникового радио Hard Attack. Металкор коллектив Until the End шутливо отозвался, что следующий их альбом будет называться Kittie.
Альбом добрался до 105-й строчки Billboard 200 и был продан тиражом 19 000 копий.

## Список композиций
1. «Look So Pretty» — 5:29
2. «Career Suicide» — 3:55
3. «Until the End» — 4:13
4. «Red Flag» — 3:48
5. «Pussy Sugar» — 4:16
6. «In Dreams» — 3:15
7. «Into the Darkness» — 3:38
8. «Burning Bridges» — 3:07
9. «Loveless» — 2:08
10. «Daughters Down» — 3:40
11. «Into the Darkness (Vocal Remix)» — 3:45